# اریتم گرهی
اریتم گرهی یا  اریتم ندوزوم (به انگلیسی: Erythema nodosum) عبارت است از یک بیماری التهابی سلول‌های چربی زیر پوست. این بیماری موجب تشکیل ندول (گره)های قرمز و دردناک بر روی پا، خصوصاً ساق پا می‌شود. این بیماری یک پاسخ ایمنی به انواع مختلفی از محرکها است. اریتم ندوزوم، یک راش قرمز، دردناک، در بخش درم پوست و بافت زیر پوستی، که در قسمت قدامی استخوان تیبیای ساق پا ظاهر می‌شود. اریتم ندوزوم یک واکنش افزایش حساسیت است و در نتیجه یک عفونت، بیماری‌های التهابی، یا دارویی ایجاد می‌شود

## علت
شایعترین علل عفونی ایجادکننده ی اریتم ندوزوم، فارنژیت استرپتوکوکی گروه آ ، مایکوباکتریوم لپره ، یرسینیا و کوکسیدیومایکوزیس است.همچنین در سندرم بهجت.
اریتم ندوزوم می‌تواند اولین تظاهر از یک بیماری التهابی نظیر بیماری التهابی روده ، سارکوئیدوز ، یا اسپوندیلوآرتروپاتی باشد.
همچنین اریتم ندوزوم در برخی از بیماران سل ریوی اولیه دیده میشود .
اریتم ندوزوم می‌تواند متعاقب مصرف سولفونامیدها، فنی توئین یا داروها ی ضد بارداری خوراکی ایجاد شود.
ضایعات می‌تواند از قرمز تا آبی رنگ معمولاً مسطح، و در موارد شدید می‌تواند کل سطح ساق پا و به‌طور نادرتر با درگیری تا انگشتان پا و بازوها همرا ه باشد ضایعات تازه ایجاد شده ممکن است تا چند هفته باقی بمانند. اریتم ندوزوم ممکن است با تب، همراه باشد و باید از سلولیت ، گزش حشره، ترومبوفلبیت و عفونت قارچی پوستی افتراق داده شود.

## درمان
اریتم ندوزوم با درمان علت زمینه‌ای بهبود می‌یابد. درمان حمایتی در موارد شدید شامل استراحت در بستر بالا نگه داشتن پاها، استفاده از ضد درد داروهای ضد التهاب غیراستروئیدی می‌باشد.
می توان از گلوکوکورتیکوئیدهای خوراکی، کلشی سین و هیدروکسی کلروکین و پتاسیم یدید نیز برای درمان استفاده کرد.